# Campus (bier)
Campus is een Belgisch bier van hoge gisting.
Het bier wordt sinds 1993 gebrouwen in Brouwerij Huyghe te Melle. Deze bieren werden oorspronkelijk bij Brouwerij Biertoren gebrouwen tot de overname door brouwerij Huyghe.

Campus betekent in het Latijn "open veld", waar de plaatsnaam Kampenhout is van afgeleid. Brouwerij Biertoren had er zijn vestigingen.

Er bestaan twee varianten:
- Campus, amberkleurig bier met een alcoholpercentage van 7%
- Campus Gold, goudgeel bier met een alcoholpercentage van 6,2%

Er wordt ook een pils Campus Premium gebrouwen.